# زمین‌لرزه ۱۹۸۴ مورگان هیل
زمین‌لرزه مورگان هیل  در تاریخ ۲۴ آوریل ۱۹۸۴ میلادی، برابر با ‎۴ اردیبهشت ۱۳۶۳، ساعت ۲۱:۱۵:۱۹ به زمان یوتی‌سی در آمریکا ، منطقه منطقه خلیج سانفرانسیسکو رخ داد. ژرفای این زلزله ۸٫۸ کیلومتر بود، و بزرگی آن ۶٫۲ در مقیاس Mw اعلام شده‌است. زمین‌لرزه به وقت محلی در روز سه‌شنبه، ساعت ۱۳ روی داده و منطقه زمانی آن یوتی‌سی -۸ بوده‌است (با لحاظ تغییر ساعت تابستانی).
سازمان زمین‌شناسی آمریکا نیز رومرکز این زمین‌لرزه را در مختصات ۳۷°۱۹′۱۲″شمالی ۱۲۱°۴۱′۵۳″غربی / ۳۷٫۳۲°شمالی ۱۲۱٫۶۹۸°غربی و ژرفای آنرا در ۸ کیلومتر گزارش کرده‌است. بزرگی برگزیدهٔ این سازمان از میان بزرگیهای محاسبه‌شدهٔ مختلف ۶٫۲ در مقیاس Mw بوده و از دید اثر، در میان چهار دسته‌بندی «نامحسوس»، «محسوس»، «زیان‌آور» یا «با تلفات»، زلزله را «با تلفات» اعلام کرده‌است.
پروژهٔ «تنسور گشتاور مرکزوار» زاویه‌های (راستا، شیب، ریک) گسل سازندهٔ زمین‌لرزه و صفحه عمود بر آنرا (°۳۳۳، °۷۶، °۱۷۹) یا (°۶۳، °۸۹، °۰) و نوع گسل را «امتدادلغز» فرارسانده‌است.
زمین‌لرزه هیچ کشته‌ای نداشته و شمار زخمیان ۲۱ نفر برآورده شده‌است.